# André Korff
André Korff (Erfurt, 4 de junio de 1973) es un antiguo ciclista alemán ya retirado. Debutó en 1998 con el equipo Festina.

## Palmarés
1997
- 1 etapa de la Vuelta a la Baja Sajonia

1998
- 1 etapa del Gran Premio Guillermo Tell

2004
- 1 etapa de la Vuelta a Renania-Palatinado

## Resultados en Grandes Vueltas y Campeonatos del Mundo
| Carrera         | Carrera         | 1998 | 1999 | 2000 | 2001 | 2002  | 2003 | 2004 | 2005  | 2006 | 2007  | 2008 |
| --------------- | --------------- | ---- | ---- | ---- | ---- | ----- | ---- | ---- | ----- | ---- | ----- | ---- |
|                 | Giro de Italia  | —    | —    | —    | —    | 115.º | —    | —    | 113.º | Ab.  | —     | —    |
|                 | Tour de Francia | —    | —    | —    | —    | —     | —    | —    | —     | —    | —     | —    |
|                 | Vuelta a España | —    | —    | —    | —    | —     | —    | —    | 116.º | Ab.  | 141.º | —    |
| Mundial en Ruta | Mundial en Ruta | Ab.  | —    | —    | —    | —     | —    | —    | —     | —    | —     | —    |

—: no participa

Ab.: abandono